# Robert Dorgebray
Robert Dorgebray (Nesles-la-Vallée, 16 ottobre 1912 – Parigi, 29 settembre 2005) è stato un ciclista su strada francese.

## Palmarès
- Giochi olimpici

Berlino 1936: oro nella corsa a squadre.